# NGC 4909
NGC 4909 is een spiraalvormig sterrenstelsel in het sterrenbeeld Centaur. Het hemelobject werd op 5 juni 1834 ontdekt door de Britse astronoom John Herschel.

## Synoniemen
- ESO 269-35
- MCG -7-27-28
- FAIR 462
- AM 1259-423
- DCL 463
- PGC 44949